# 150 هـ
150 هـ هي سنة في التقويم الهجري امتدت مقابلةً في التقويم الميلادي بين سنتي 767 و768.

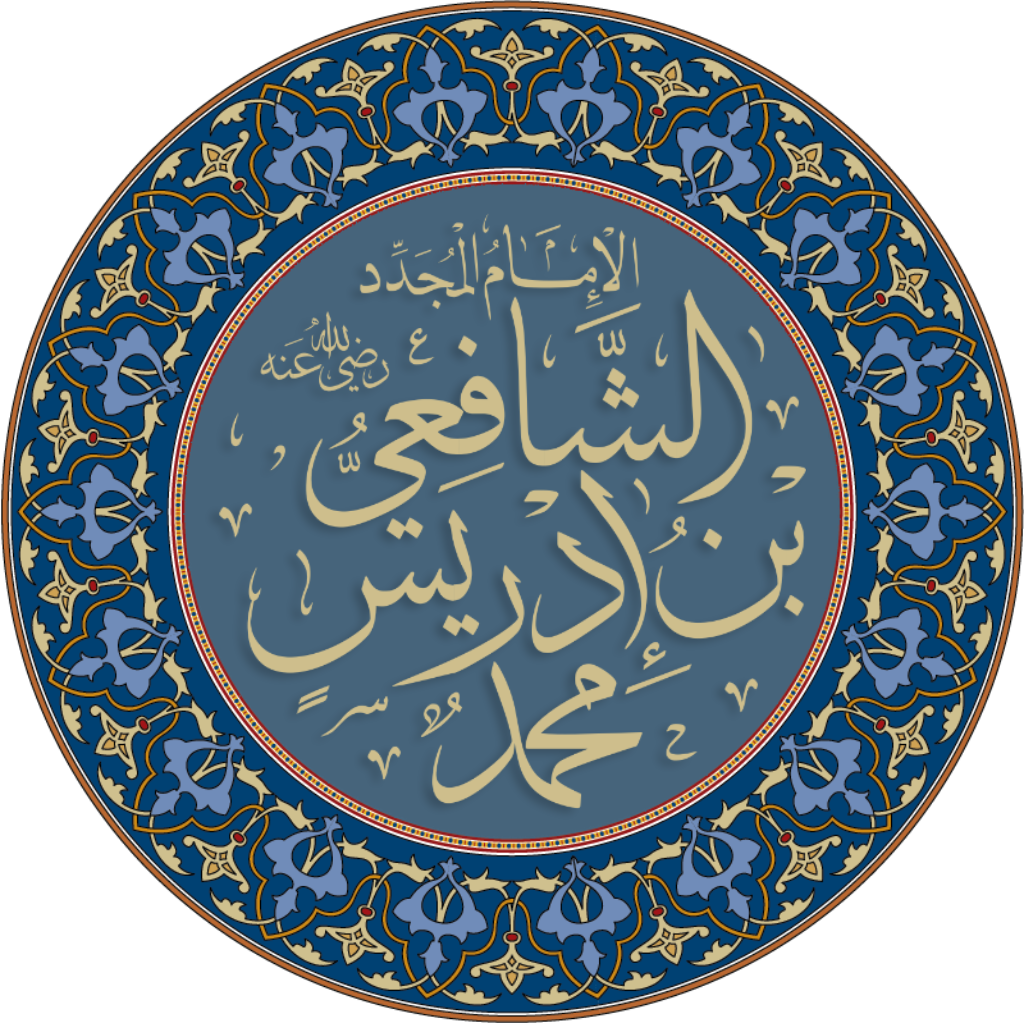
محمد بن إدريس الشافعي

## أحداث
- قيام ثورة أستاذ سيس في خراسان على الدولة العباسية.

## مواليد
- محمد بن إدريس الشافعي.
- أبو عبد الله بن الأعرابي
- أصبغ بن الفرج
- الحسن بن عرفة
- خلف بن هشام
- قتيبة بن سعيد
- مسدد بن مسرهد
- أبو السرايا الشيباني

## وفيات
- الأغلب بن سالم التميمي
- أبو الصباح اليحصبي
- أبو العميس
- أبو حمزة الثمالي
- أبو عبيدة مسلم بن أبي كريمة
- عبد الملك بن عبد العزيز بن جريج
- يونس بن محمد بن كيسان
- أبو حنيفة النعمان.
- جعفر بن أبو جعفر المنصور.
- محمد بن أبي العباس السفاح